# Uwe Jähnig
Uwe Jähnig (* 26. August 1969 in Dresden) ist ein ehemaliger deutscher Fußballspieler und Fußballtrainer.

## Sportliche Laufbahn

### Gemeinschafts-, Club- und Vereinsstationen
Uwe Jähnig spielte in der Jugend in der damaligen DDR bei der Betriebssportgemeinschaft Empor Tabak Dresden und wurde 1982 zur SG Dynamo Dresden delegiert. 1984 wurde er mit Dynamo DDR-Schülermeister durch ein 1:0-Endspielsieg gegen den BFC Dynamo.
Im Alter von 17 Jahren hatte er seinen ersten Einsatz in der DDR-Oberliga, als er am 28. Februar 1987 gegen die Fortschritt Bischofswerda in der 75. Minute für Stürmer Ulf Kirsten eingewechselt wurde. In seinem 4. Erstligaspiel, exakt einen Monat nach seinem Debüt, gelangen ihm am 17. Spieltag der Saison 1986/87 seine ersten beiden Oberligatore beim 5:0-Auswärtssieg der Dynamos gegen Energie Cottbus.
Im Frühjahr 1991 wurde er von den Dresdnern für ein halbes Jahr an den 1. FC Magdeburg ausgeliehen. Nach der gescheiterten Qualifikation der Magdeburger für den gesamtdeutschen Profifußball wechselte er zurück nach Dresden. Er spielte die kommenden vier Jahre in der 1. Bundesliga für Dynamo, ehe er 1995 zum Hamburger SV wechselte. Im Februar 1996 stand er in den Schlagzeilen, als er im Spiel gegen den FC Bayern München kurz vor dem Schlusspfiff den 2:1-Siegtreffer für Hamburg erzielte. Er spielte für die Hanseaten nur 15-mal, da er immer wieder mit Verletzungen zu kämpfen hatte. Allein im Spieljahr 1996/97 machten ihm Nachwirkungen von Muskelfaserrissen sowie eine im Oktober 1996 zugezogene Knöchelverletzung (Bänderriss, Kapselriss und Knochenabsplitterung) zu schaffen. 1997 musste Uwe Jähnig aufgrund einer Rückenverletzung seine Karriere beenden.

### Auswahleinsätze
Jähnig gehörte als Jugendspieler zum Kader der unterschiedlichsten DDR-Nachwuchsauswahlteams und durchlief alle Altersklassen von der U-16 bis zur U-21. Mit der Jugendauswahl des DFV trat er zweimal bei U-16-Europameisterschaften an. Bei beiden Finalturnieren – 1985 in Ungarn und 1986 in Griechenland – wurde er Vierter mit dem ostdeutschen Nachwuchs.
Mit der U-19-Mannschaft wurde der Dresdner 1986 Junioreneuropameister. Das DDR-Fachblatt fuwo charakterisierte ihn nach dem Turnier in Jugoslawien wie folgt: „Im Mai noch bei der Jugend-EM-Endrunde (U 16), hatte er gegen zumeist zwei Jahre ältere Kontrahenten verständlicherweise physische Nachteile. Konnte so seine Antrittsschnelligkeit nicht wie gewohnt ausspielen. Dennoch eine sehr gute Schule für die verheißungsvolle weitere Entwicklung mit dem Blick auf die EM-Endrunde 1988.“ Ein Jahr später erreichte er mit der U-20-Auswahl bei der Junioren-WM 1987 in Chile nach einem 3:1-Sieg über den Gastgeber den 3. Platz.
1989 nahm er erneut an der U-20-Weltmeisterschaft, in jenem Jahr in Saudi-Arabien ausgetragen, teil. Qualifiziert hatte sich die DDR durch den Bronzerang bei der Junioren-EM in der ČSSR im Sommer zuvor, bei dem Jähnig das Aufgebot als Leistungsträger anführte. In der fuwo hieß es zu seinen Leistungen: „Unser überragender Mann, unser Trumpf-As. Paarte bei seiner fünften Endrundenteilnahme (Jugend und Junioren) seine Antrittsschnelligkeit und Gewandtheit mit der erworbenen Erfahrung, zermürbte die Gegner mit langen Sprints. An fast allen torgefährlichen Aktionen beteiligt, verriet viel Übersicht im Abschluß. Sollte nun behutsam an höhere Aufgaben herangeführt werden.“ Mit drei Juniorenmedaillen zählte Jähnig zu den erfolgreichsten ostdeutschen Nachwuchsfußballern der 1980er-Jahre.
1989 wurde Jähnig in die DDR-Olympiaauswahl berufen, mit der er mehrere Testspiele bestritt. Noch vor Beginn der Qualifikationsspiele für Olympia 1992 wurde die Mannschaft im Zuge der Wiedervereinigung zurückgezogen. Uwe Jähnig hatte 1992 einen Einsatz in der U-21-Nationalmannschaft Deutschlands. Im September 1992 wurde er von Bundestrainer Berti Vogts zu einem Sichtungslehrgang der Nationalmannschaft in der Sportschule Wedau eingeladen, zu einem Einsatz in der Nationalelf kam es jedoch nicht.

## Trainerlaufbahn
Seine erste Trainerstation hatte Uwe Jähnig von 2008 bis Herbst 2009 beim SV Bannewitz in der Landesliga Sachsen, in der der ehemalige Profi die Mannschaft in der Hinrunde auf dem 12. Rang übernahm und noch auf Platz drei führte.
Zuletzt trainierte Uwe Jähnig die dritte Mannschaft von Dynamo Dresden in der Landesliga Sachsen. Am 29. März 2010 wurde er aufgrund des sportlichen Misserfolges in der Rückrunde freigestellt. Seit 2012 ist er als Spielerscout/Berater für die Eurosportsmanagement GmbH tätig.

## Erfolge als Spieler
- International
  - U-19-Europameister 1986 (DDR)
  - 3. Platz U 20 WM 1987 (DDR)
- National
  - DDR-Meister 1988/89, 1989/90 (Dynamo Dresden)
  - FDGB-Pokalsieger 1989/90 (Dynamo Dresden)